# Zemský okres Zhořelec
Zemský okres Zhořelec (německy Landkreis Görlitz, hornolužickosrbsky Wokrjes Zhorjelc) je nejvýchodnějším okresem Svobodného státu Sasko a Německa vůbec. Má přibližně 248 tisíc obyvatel. Je členem Euroregionu Nisa.

## Dějiny
Okres vznikl v srpnu roku 2008 sloučením města Zhořelec s okresem Löbau-Žitava a okresem Dolnoslezsko-hornolužickým v rámci reformy státní správy. Zahrnuje část Horní Lužice a nepatrnou část původního Slezska (v hranicích před rokem 1815).

## Geografie
Zhořelecký okres na západě sousedí s okresem Budyšín, na severu s okresem Spréva-Nisa v spolkové zemi Braniborsko. Na východě sousedí s polskými vojvodstvími Dolnoslezským a Lubušským. Na jihu sousedí s Českou republikou – s Libereckým krajem, v jihozápadním cípu i s krajem Ústeckým.
Je pojmenován podle svého největšího města Zhořelce, dalšími velkými okresními městy jsou Žitava, Löbau, Weißwasser/O.L., Niesky.
Krajina plynule přechází od horského charakteru, který mají hraniční Lužické hory na jihu okresu, do severní nížiny. Nejvyšším vrcholem je s výškou 793 metrů Luž ležící přímo na hranicích s Českou republikou. Významné vodní toky jsou jednak Spréva protékající západní částí okresu, jednak Lužická Nisa, která tvoří hranici s Polskem, a její přítok, Mandava. Mezi nejvýznamnější vodní plochy patří dvě jezera vzniklá zatopením bývalých hnědouhelných dolů, Berzdorfer See a Bärwalder See.

## Infrastruktura

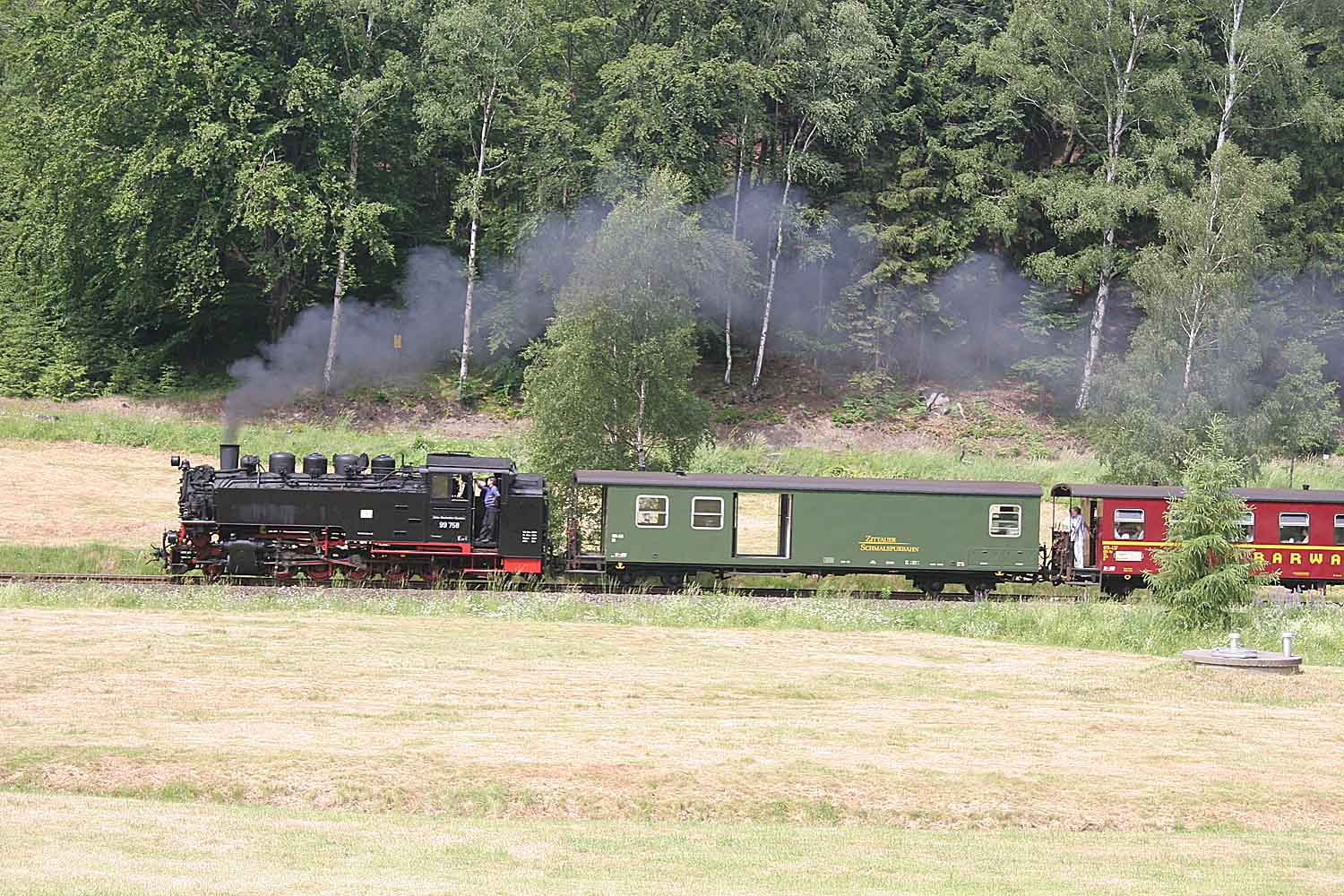
Parní vlak na žitavské úzkorozchodné dráze

### Doprava
Nejvýznamnější silniční stavbou je dálnice A4, která okres protíná směrem západovýchodním. Směrem na západ vede dále do Budyšína, Drážďan, Kolína nad Rýnem, Cách a Ostende, směrem na východ poblíž Zhořelce přechází do Polska a pokračuje přes Vratislav, Katovice, Krakov a Lvov do Kyjeva.
Důležité železniční tratě jsou: Chotěbuz–Zhořelec, Zhořelec–Žitava, Drážďany–Žitava, Hojeřice–Horka–Zhořelec a Drážďany–Zhořelec, Žitava–Liberec.
Technickou zajímavostí je úzkokolejná železniční trať Žitavská úzkorozchodná dráha (Zittauer Schmalspurbahn), která má dodnes parní provoz.

### Vysoké školství
- Vysoká škola Žitava/Zhořelec
- Univerzita Nisa
- Mezinárodní vysokoškolský institut Žitava

## Města a obce
Okres se skládá z celkem 53 obcí, z toho je 14 měst (5 z nich má status velké okresní město). Městem s největším počtem obyvatel je Görlitz (56 694 obyvatel), nejlidnatější obcí bez statusu města je Kottmar (7 051 obyvatel), obcí s nejmenším počtem obyvatel je Trebendorf (709 obyvatel). Plochou největší obcí je Boxberg (217,7 km²), nejmenší pak Beiersdorf (6,5 km²).
|     | Název                          | Název (hornolužickosrbsky) | Status              | Počet obyvatel | Rozloha   |
| --- | ------------------------------ | -------------------------- | ------------------- | -------------- | --------- |
| 1.  | Bad Muskau                     | Mužakow                    | město               | 3 685          | 15,4 km²  |
| 2.  | Beiersdorf                     | Bejerecy                   | obec                | 1 083          | 6,5 km²   |
| 3.  | Bernstadt auf dem Eigen        | Bjernadźicy                | město               | 3 173          | 52,0 km²  |
| 4.  | Bertsdorf-Hörnitz              |                            | obec                | 2 006          | 18,0 km²  |
| 5.  | Boxberg                        | Hamor                      | obec                | 4 386          | 217,7 km² |
| 6.  | Dürrhennersdorf                | Suche Hendrichecy          | obec                | 912            | 10,7 km²  |
| 7.  | Ebersbach-Neugersdorf          | Habrachćicy-Nowe Jěžercy   | město               | 11 421         | 20,4 km²  |
| 8.  | Gablenz                        | Jabłońc                    | obec                | 1 573          | 14,7 km²  |
| 9.  | Görlitz                        | Zhorjelc                   | velké okresní město | 56 694         | 67,5 km²  |
| 10. | Groß Düben                     | Dźěwin                     | obec                | 1 067          | 15,1 km²  |
| 11. | Großschönau                    | Wulki Šunow                | obec                | 5 179          | 23,8 km²  |
| 12. | Großschweidnitz                | Swóńca                     | obec                | 1 245          | 7,5 km²   |
| 13. | Hähnichen                      | Wosečk                     | obec                | 1 208          | 49,8 km²  |
| 14. | Hainewalde                     |                            | obec                | 1 512          | 13,0 km²  |
| 15. | Herrnhut                       | Ochranow                   | město               | 5 814          | 74,1 km²  |
| 16. | Hohendubrau                    | Wysoka Dubrawa             | obec                | 1 840          | 45,5 km²  |
| 17. | Horka                          | Hórka                      | obec                | 1 644          | 41,0 km²  |
| 18. | Jonsdorf                       |                            | obec                | 1 456          | 9,0 km²   |
| 19. | Kodersdorf                     | Kodrecy                    | obec                | 2 324          | 42,5 km²  |
| 20. | Königshain                     | Kralowski haj              | obec                | 1 194          | 19,6 km²  |
| 21. | Kottmar                        | Kotmar                     | obec                | 7 051          | 47,3 km²  |
| 22. | Krauschwitz                    | Krušwica                   | obec                | 3 328          | 106,8 km² |
| 23. | Kreba-Neudorf                  | Chrjebja-Nowa Wjes         | obec                | 854            | 31,6 km²  |
| 24. | Lawalde                        | Lěwałd                     | obec                | 1 764          | 14,6 km²  |
| 25. | Leutersdorf                    | Lutarjecy                  | obec                | 3 352          | 17,1 km²  |
| 26. | Löbau                          | Lubij                      | velké okresní město | 14 389         | 78,9 km²  |
| 27. | Markersdorf                    | Markoćicy                  | obec                | 3 819          | 62,5 km²  |
| 28. | Mittelherwigsdorf              | Herbikecy                  | obec                | 3 590          | 36,5 km²  |
| 29. | Mücka                          | Mikow                      | obec                | 964            | 24,4 km²  |
| 30. | Neißeaue                       | Nysowa łućina              | obec                | 1 676          | 47,4 km²  |
| 31. | Neusalza-Spremberg             | Nowosólc-Horni Hródk       | město               | 3 169          | 22,9 km²  |
| 32. | Niesky                         | Niska                      | velké okresní město | 9 274          | 53,8 km²  |
| 33. | Oderwitz                       | Wódrjeńca                  | obec                | 4 830          | 35,9 km²  |
| 34. | Olbersdorf                     |                            | obec                | 4 424          | 15,2 km²  |
| 35. | Oppach                         | Wopaka                     | obec                | 2 284          | 8,0 km²   |
| 36. | Ostritz                        | Wostrowc                   | město               | 2 228          | 23,5 km²  |
| 37. | Oybin                          | Ojbin                      | obec                | 1 273          | 18,3 km²  |
| 38. | Quitzdorf am See               | Kwětanecy při jězoru       | obec                | 1 229          | 36,3 km²  |
| 39. | Reichenbach                    | Rychbach                   | město               | 4 789          | 62,6 km²  |
| 40. | Rietschen                      | Rěčicy                     | obec                | 2 476          | 73,2 km²  |
| 41. | Rosenbach                      |                            | obec                | 1 534          | 23,6 km²  |
| 42. | Rothenburg                     | Rózbork                    | město               | 4 292          | 72,4 km²  |
| 43. | Schleife                       | Slepo                      | obec                | 2 478          | 42,0 km²  |
| 44. | Schönau-Berzdorf auf dem Eigen | Sunow-Bartono              | obec                | 1 463          | 27,8 km²  |
| 45. | Schönbach (Sasko)              | Šumbach                    | obec                | 1 049          | 9,1 km²   |
| 46. | Schöpstal                      | Šepcowy Doł                | obec                | 2 369          | 29,7 km²  |
| 47. | Seifhennersdorf                | Wodowe Hendrichecy         | město               | 3 610          | 19,1 km²  |
| 48. | Trebendorf                     | Trjebin                    | obec                | 709            | 32,0 km²  |
| 49. | Vierkirchen                    |                            | obec                | 1 639          | 35,4 km²  |
| 50. | Waldhufen                      |                            | obec                | 2 365          | 58,8 km²  |
| 51. | Weißkeißel                     | Wuskidź                    | obec                | 1 220          | 50,7 km²  |
| 52. | Weißwasser                     | Běła Woda                  | velké okresní město | 14 992         | 63,4 km²  |
| 53. | Žitava (Zittau)                | Žitawa                     | velké okresní město | 24 710         | 66,8 km²  |